# エクラン国立公園
エクラン国立公園 (フランス語: Parc national des Écrins, 発音: [paʁk nasjɔnal dɛz‿ekʁɛ̃])は、フランスに10か所有る国立公園の1つ。
同国南東部のドーフィネ・アルプスの内、南はグルノーブルから北はギャップの範囲に広がり、行政区画上はイゼール県とオート＝アルプ県に当たる。
最高峰は4,102mのバール・デゼクランである。
高山や氷河、牧草地、亜高山森林、湖等から成る918 km2に広がる。

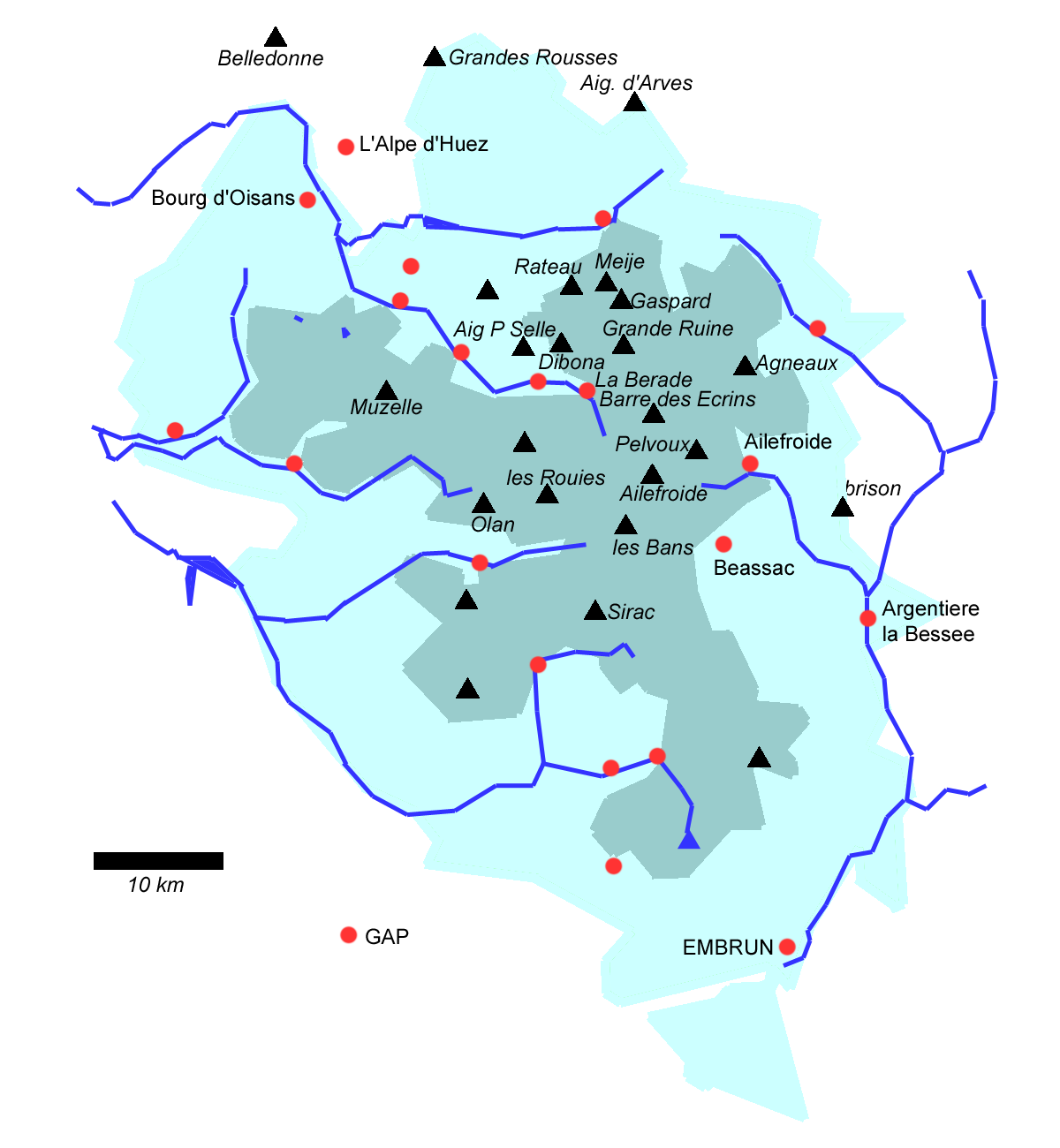
公園の境界と主要な山、町、川

マシフ・デ・ゼクランを中心に、ドラック川、ロマンシュ川、デュランス川(支流のギザーヌ川を含む)に囲まれる範囲とほぼ一致する。
年間80万人の観光客が訪れる。
欧州自然保護地域賞が贈られた。